# NGC 5793
NGC 5793 (другие обозначения — MCG -3-38-38, IRAS14566-1629, PGC 53550) — спиральная галактика (Sb) в созвездии Весы.
Этот объект входит в число перечисленных в оригинальной редакции «Нового общего каталога».